# Délice de Saint-Cyr
Pour les articles homonymes, voir Boursault.
Délice de Saint-Cyr plus communément appelé Boursault sont des marques commerciales françaises désignant un fromage industriel de lait pasteurisé de vache appartenant au groupe agro-industriel Savencia Fromage & Dairy.